# Мосты через Золотуху
Через реку Золотуху в Вологде построено 17 мостов.

## Пешеходный мост
Пешеходный мост соединяет улицы Мира и Пушкинскую.
В 1937 году был построен деревянный пешеходный мост через Золотуху.

## Винтеровский мост
Ви́нтеровский мост (более распространено произношение Винтеро́вский; 59°13′03″ с. ш. 39°53′01″ в. д.) — автомобильно-пешеходный мост, соединяет улицы Герцена и Октябрьскую. Назван в честь Винтера И. И.
В 1830 году при соединении Обуховской Дворянской (совр. Октябрьской) и Екатерининской Дворянской (совр. Герцена), через реку Золотуха был построен деревянный мост. В 1846 он был перестроен и получил название Берёзовый по находившемуся рядом берёзовому лесу. Деревянный мост на Екатеринской Дворянской стал вторым построенным мостом через Золотуху после Каменного. Берёзовый мост был заменён в 1887 году новым деревянным по проекту инженера Винтера, который был перестроен в 1934 году. В 1962—1965 гг. году был построен существующий железобетонный, который сохранил название Винтеровский мост.

## Мяснорядский мост
Мяснорядский мост — автомобильно-пешеходный мост, связывающий улицы Козлёнскую и Мира. До 1963 года был деревянным

## Каменный мост
Ка́менный мост (59°13′15″ с. ш. 39°53′24″ в. д.) — пешеходная улица-мост. Расположен между улицей Мира (переходит в проспект Победы) и улицей Марии Ульяновой (выходит на площадь Революции). Построен в 1789—1791 годах по проекту губернского архитектора П. Т. Бортникова.

## Рыбнорядский мост
Рыбноря́дский мост (59°13′19″ с. ш. 39°53′31″ в. д.) соединяет улицы Мира и Лермонтова.
Деревянный пешеходный мост был построен в 1863 году для упрощения прохода от здания начальника губернии к зданию губернских присутственных мест. Он стал третьим мостом через Золотуху. В 1898—1899 годах при прокладке городского водопровода мост был построен заново. К 1934 году деревянный мост обветшал, и вместо него был построен новый. В 1940 году вместо него был построен деревянный автомобильно-пешеходный мост. В 1966—1967 годах мост был разобран, вместо него была проложена железобетонная труба и сделана земляная насыпь.

## Примечания

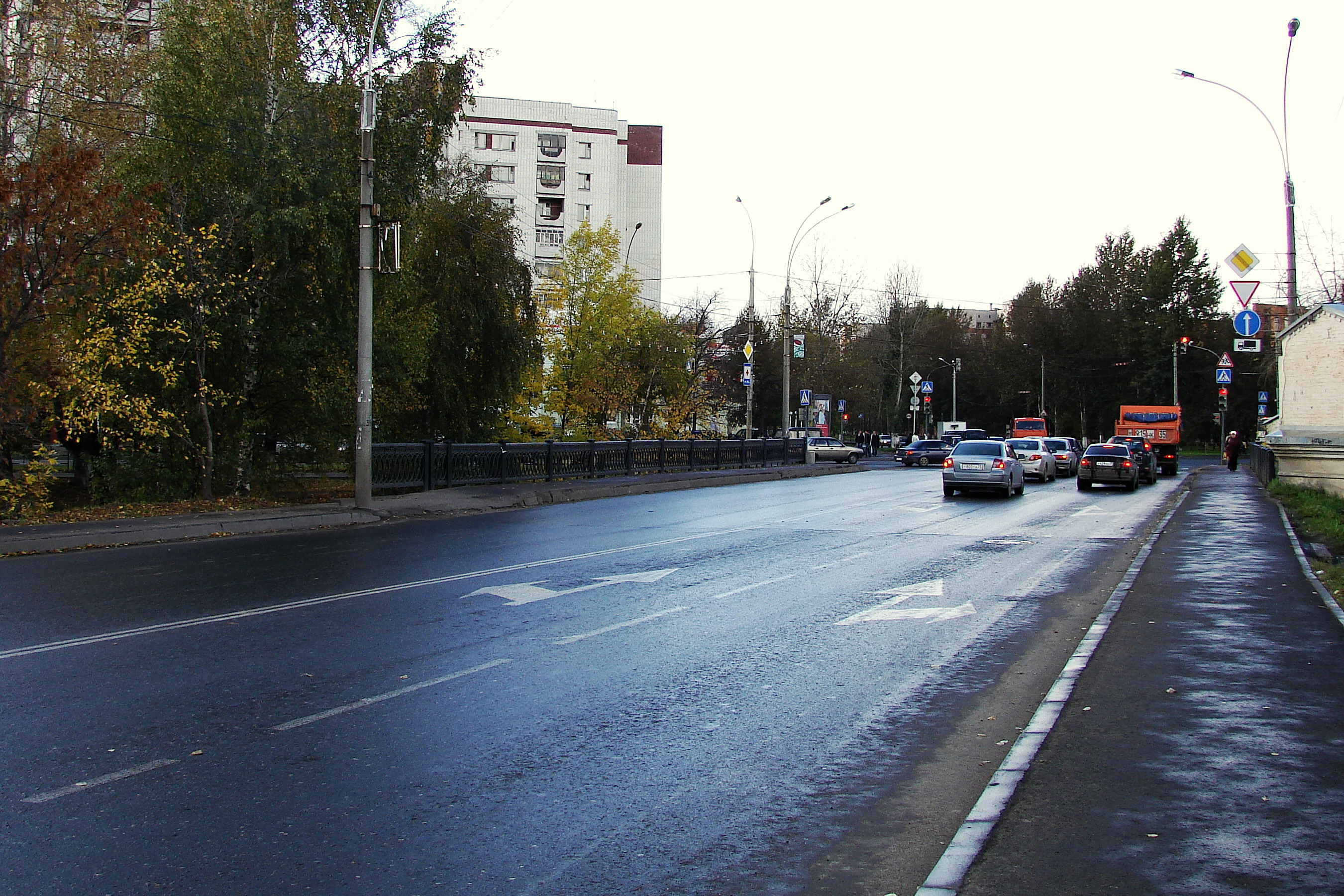
Веденеевский мост
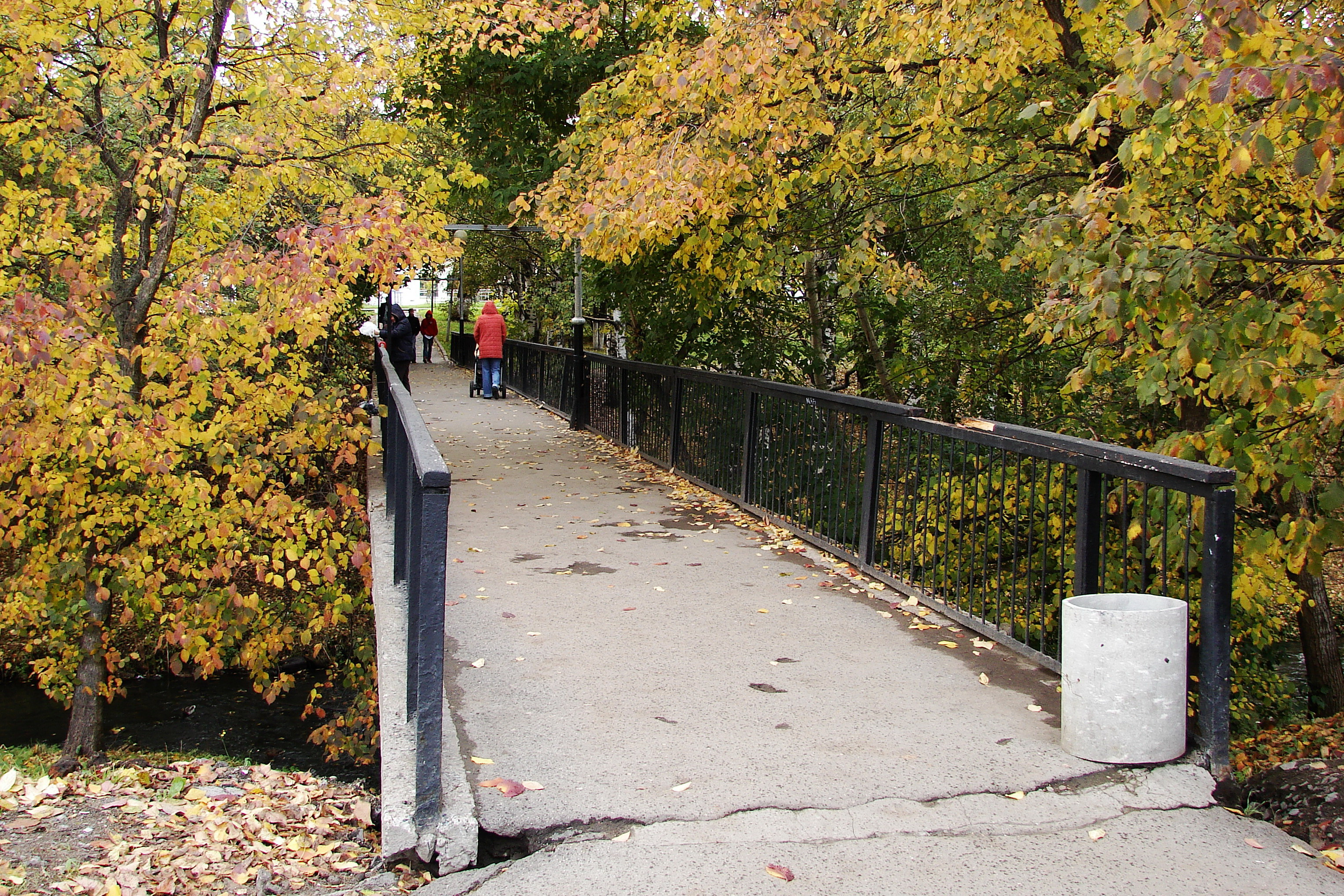
Пешеходный мост
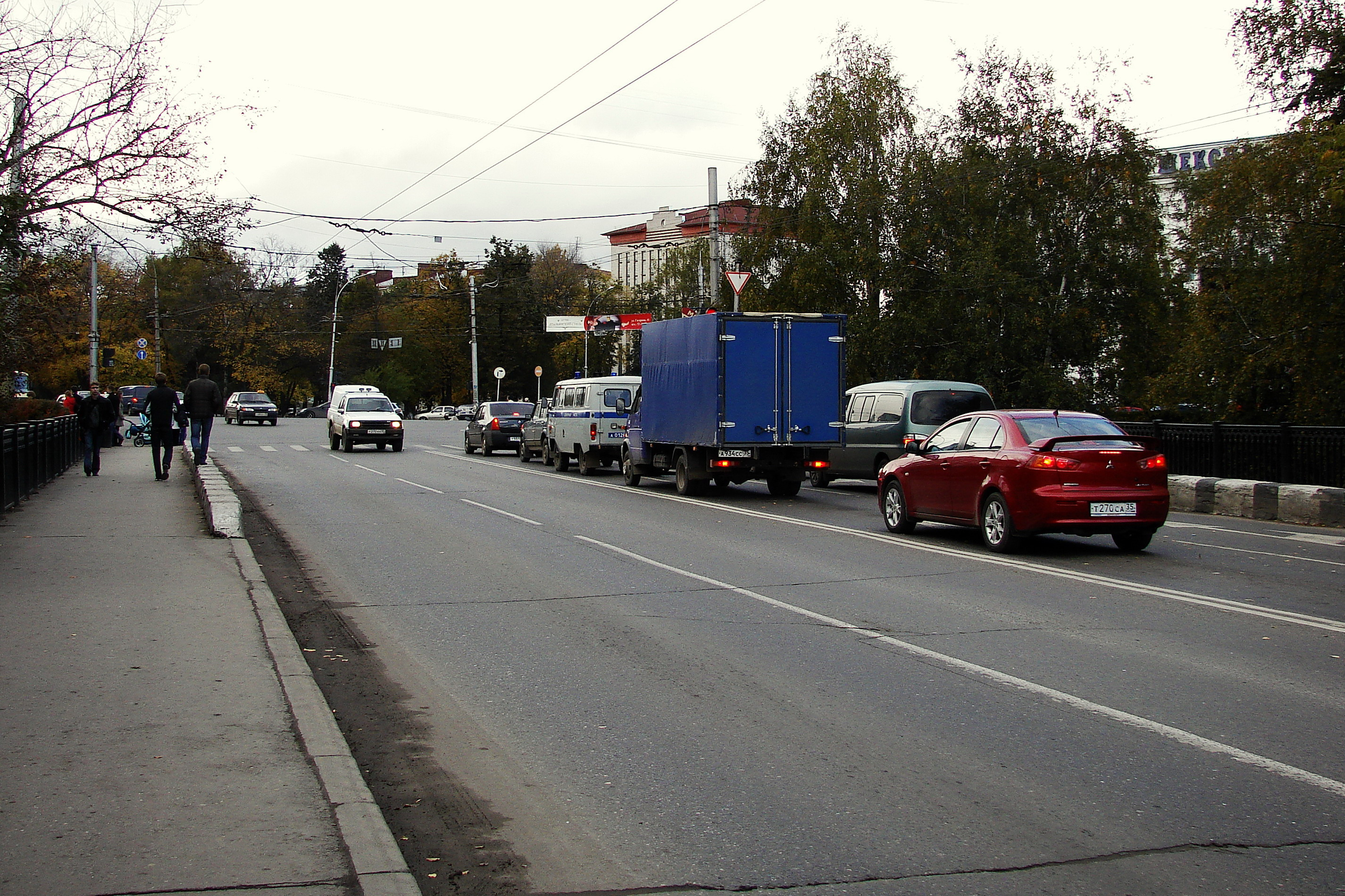
Винтеровский мост
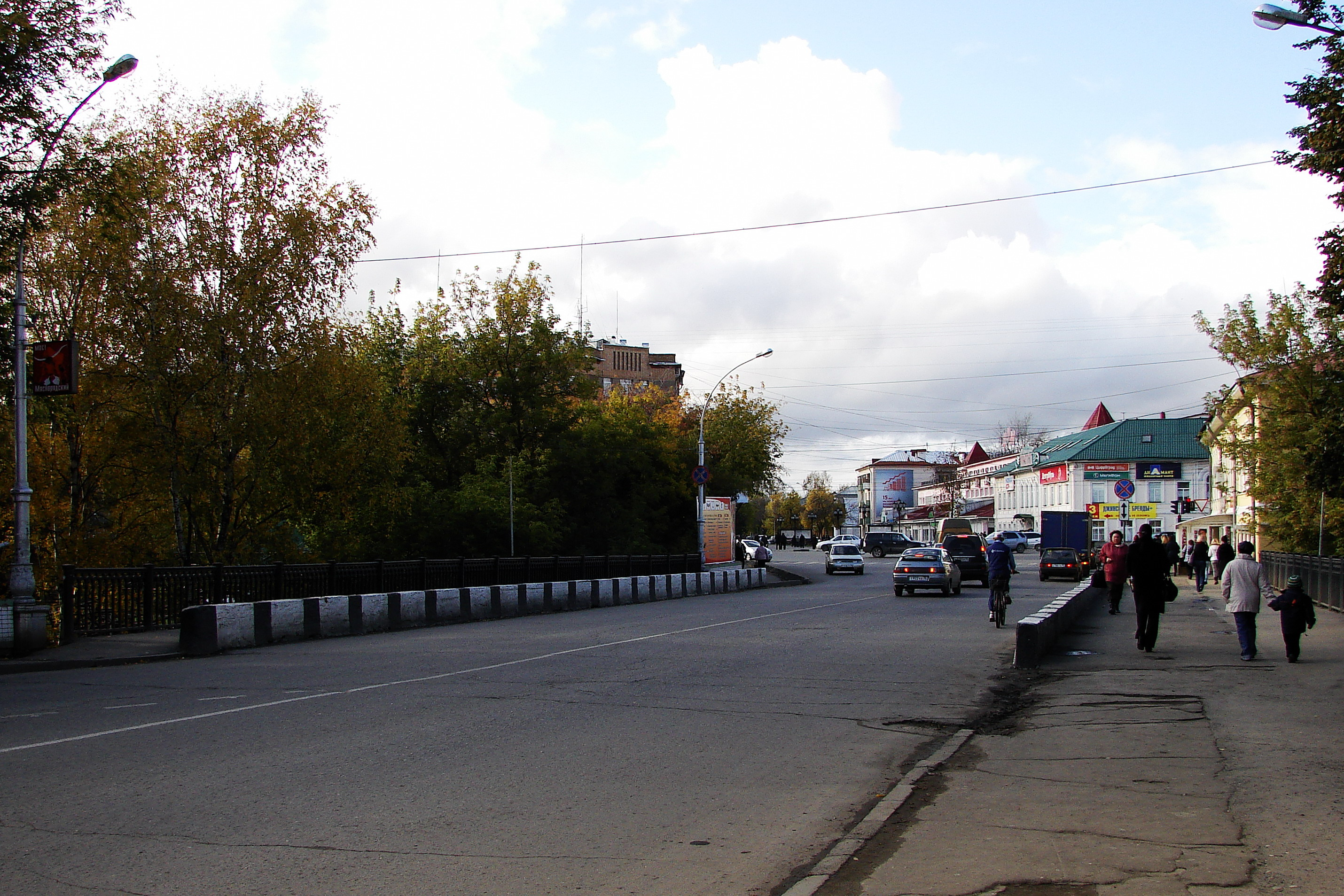
Мяснорядский мост
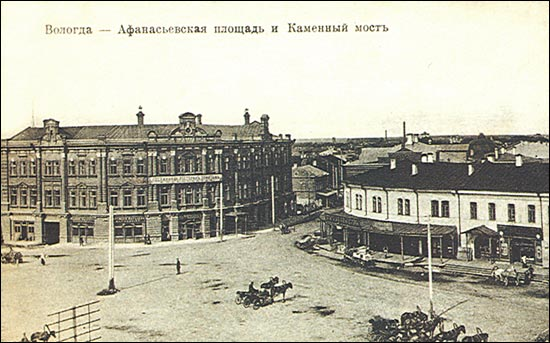
Каменный мост